# 長城公主 (南齊)
長城公主（？—？），中国南北朝齐武帝萧赜之女。下嫁文學家何敬容為妻。

## 传记资料
- 《梁書 何敬容傳》